# 749

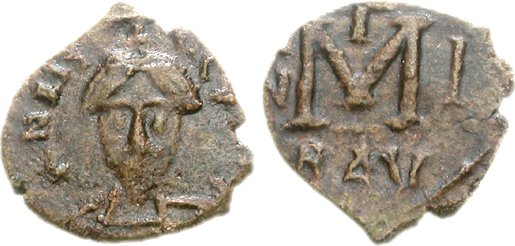
Koning Aistulf van de Longobarden

Het jaar 749 is het 49e jaar in de 8e eeuw volgens de christelijke jaartelling.

## Gebeurtenissen

### Europa
- Koning Ratchis van de Longobarden belegert de stad Perugia. Onder druk van paus Zacharias treedt hij af en trekt hij zich met zijn familie terug in de abdij van Montecassino (ten zuiden van Rome). Hij wordt opgevolgd door zijn broer Aistulf, die plannen maakt om de paus te onderwerpen en Rome tot vazalstaat te maken.
- Tassilo III (749–788) volgt onder voogdij van zijn moeder Hiltrude (een zuster van hofmeier Pepijn de Korte) zijn vader Odilo op als hertog van Beieren. Door zijn afstamming is hij een volle neef van Karel de Grote.

### Islamitische Rijk
- Een zware aardbeving treft het Midden-Oosten. De steden Tiberias, Beet She'an en Pella worden grotendeels verwoest (waarschijnlijke datum).
- Sjiitisch-Perzische opstandelingen veroveren Koefa. Abu-Abbas Al-Saffah wordt tot (tegen-)kalief uitgeroepen.

### Japan
- 19 augustus – Keizer Shomu treedt af ten gunste van zijn dochter Kōken. Zij volgt hem op als 46e keizer van Japan. Shomu trekt zich als hogepriester terug in het klooster.

## Overleden
- 4 december – Johannes Damascenus (73), Syrisch monnik en theoloog